# 叶被木
叶被木（学名：Streblus taxoides），为桑科鹊肾树属下的一个植物种。